# ドリアン・アルデゲーリ
ドリアン・アルデゲーリ（Dorian Aldegheri、1993年8月4日 - ）は、トップ14スタッド・トゥールーザンに所属するラグビー選手。

## プロフィール
- フランス・トゥールーズ出身[1]。
- ポジションはプロップ(PR)。
- 身長 182cm、体重 116kg
- フランス代表キャップは16（2024年2月現在）でラグビーワールドカップ2023のフランス代表に選ばれた[2]。

## 略歴
2004年、トゥールーズに加入。